# Linea Argento
La linea Argento (in inglese: Silver Line), indicata sulle mappe come SV, è una linea della metropolitana di Washington. Lunga 47,6 km, conta 28 stazioni, e serve, oltre al distretto di Columbia, sia la Virginia (contea di Fairfax e città di Alexandria e Arlington) e il Maryland (contea di Prince George).
È stata la sesta e, al momento, ultima linea ad essere inaugurata, il 26 luglio 2014; un'ulteriore estensione (di 18,5 km con 6 stazioni) è in costruzione, con completamento previsto nel 2019 o 2020. È inoltre la prima a non essere prevista dal piano originario della rete metropolitana approvato nel 1969.
Percorre la città da ovest (capolinea di Wiehle-Reston East, a Reston, in Virginia) ad est (con capolinea Largo Town Center, a Lake Arbor, in Maryland). Condivide parte del suo tracciato con la linea Arancione (tratta da East Falls Church a Stadium-Armory) e con la linea blu (tratta Rosslyn-Largo Town Center).

## Storia
Una linea di metropolitana che raggiungesse l'aeroporto Dulles non era prevista dal piano originario della rete metropolitana, redatto nel 1968 e approvato l'anno successivo, sebbene la linea fosse inclusa come possibile espansione. Negli anni settanta, l'idea di deviare la linea Arancione (allora in costruzione) verso la zona di Tysons Corner fu brevemente considerata, ma poi abbandonata per la reazione del governo della città di Falls Church, che sarebbe rimasta esclusa dalla rete metropolitana.
L'iter per la costruzione della linea argento cominciò all'inizio degli anni 2000; la costruzione vera e propria iniziò nel marzo 2009. La linea fu aperta al traffico il 26 luglio 2014, aggiungendo cinque nuove stazioni alla linea metropolitana.
La seconda fase del progetto prevede sei nuove stazioni e 18,5 km di nuovo tracciato; la costruzione è iniziata nel luglio 2013, con conclusione prevista per il 2019 o 2020.

## Percorso e zone servite
Il capolinea occidentale della linea argento si trova a Reston, sulla Virginia State Route 267; da qui la linea va in direzione sudest, servendo la città di Tysons Corner e poi unendosi alla linea Arancione alla stazione di East Falls Church. Le due linee proseguono in direzione est, attraversando Arlington e unendosi alla linea blu alla stazione di Rosslyn. Le tre linee proseguono insieme all'interno del distretto di Columbia, servendo tra gli altri il campus della George Washington University (stazione Foggy Bottom-GWU) e il National Mall (stazioni Federal Triangle e Smithsonian), e scambiando con la linea rossa alla stazione Metro Center, e con le linee verde e gialla alla stazione di L'Enfant Plaza. Passato il fiume Anacostia su un ponte, la linea arancione si divide dalla blu e dalla argento, che continuano verso est, entrando in Maryland e servendo le città di Capitol Heights, Summerfield, Largo e Lake Arbor, dove si trova il capolinea di Largo Town Center.
Il tratto della linea attualmente in costruzione la allungherà in direzione nord-ovest, raggiungendo le città di Herndon e Ashburn (e con quest'ultima la contea di Loudon, finora non raggiunta dalla rete) e soprattutto l'aeroporto Dulles.

## Stazioni
La linea argento serve le seguenti stazioni, da ovest ad est:
| Stazione            | Località        | Apertura | Interscambi                                         | Interscambi                                            |
| ------------------- | --------------- | -------- | --------------------------------------------------- | ------------------------------------------------------ |
| Wiehle-Reston East  | Reston          | 2014     |                                                     |                                                        |
| Spring Hill         | Tysons Corner   | 2014     |                                                     |                                                        |
| Greensboro          | Tysons Corner   | 2014     |                                                     |                                                        |
| Tysons Corner       | Tysons Corner   | 2014     |                                                     |                                                        |
| McLean              | Tysons Corner   | 2014     |                                                     |                                                        |
| East Falls Church   | Arlington       | 1986     |                                                     | Tratta in comune con la linea Arancione                |
| Ballston-MU         | Arlington       | 1979     |                                                     | Tratta in comune con la linea Arancione                |
| Virginia Square-GMU | Arlington       | 1979     |                                                     | Tratta in comune con la linea Arancione                |
| Clarendon           | Arlington       | 1979     |                                                     | Tratta in comune con la linea Arancione                |
| Court House         | Arlington       | 1979     |                                                     | Tratta in comune con la linea Arancione                |
| Rosslyn             | Arlington       | 1977     |                                                     | Tratta in comune con la linea blu e la linea arancione |
| Foggy Bottom-GWU    | Washington      | 1977     |                                                     | Tratta in comune con la linea blu e la linea arancione |
| Farragut West       | Washington      | 1977     |                                                     | Tratta in comune con la linea blu e la linea arancione |
| McPherson Square    | Washington      | 1977     |                                                     | Tratta in comune con la linea blu e la linea arancione |
| Metro Center        | Washington      | 1977     | Linea rossa                                         | Tratta in comune con la linea blu e la linea arancione |
| Federal Triangle    | Washington      | 1977     |                                                     | Tratta in comune con la linea blu e la linea arancione |
| Smithsonian         | Washington      | 1977     |                                                     | Tratta in comune con la linea blu e la linea arancione |
| L'Enfant Plaza      | Washington      | 1977     | Linea gialla e linea verde Virginia Railway Express | Tratta in comune con la linea blu e la linea arancione |
| Federal Center SW   | Washington      | 1977     |                                                     | Tratta in comune con la linea blu e la linea arancione |
| Capitol South       | Washington      | 1977     |                                                     | Tratta in comune con la linea blu e la linea arancione |
| Eastern Market      | Washington      | 1977     |                                                     | Tratta in comune con la linea blu e la linea arancione |
| Potomac Avenue      | Washington      | 1977     |                                                     | Tratta in comune con la linea blu e la linea arancione |
| Stadium-Armory      | Washington      | 1977     |                                                     | Tratta in comune con la linea blu e la linea arancione |
| Benning Road        | Washington      | 1980     |                                                     | Tratta in comune con la linea blu                      |
| Capitol Heights     | Capitol Heights | 1980     |                                                     | Tratta in comune con la linea blu                      |
| Addison Road        | Walker Mill     | 1980     |                                                     | Tratta in comune con la linea blu                      |
| Morgan Boulevard    | Summerfield     | 2004     |                                                     | Tratta in comune con la linea blu                      |
| Largo Town Center   | Lake Arbor      | 2004     |                                                     | Tratta in comune con la linea blu                      |